# 기미오카자루하나오사카소
《그대를 꾸미는 꽃을 피울거에요》(일본어: 君を飾る花を咲かそう 기미오카자루하나오사카소[*])는 GARNET CROW의 16번째 싱글이다. 2004년 6월 16일 GIZA studio에서 발매되었다.
전곡의 작곡은 나카무라 유리, 작사는 아즈키 나나, 편곡은 후루이 히로히토가 맡았다.
나카무라 유리가 지인의 가족의 장례식에 다녀왔던 것에 영향을 받아 작곡한 곡으로, 이 사실을 아즈키 나나에게 이야기 하지 않았음에도 불구하고 아즈키 나나가 같은 이미지로 가사를 써서 서로 놀랐다고 하는 에피소드가 있다.

## 수록곡
1. 그대를 꾸미는 꽃을 피울거에요
2. 다정한 비 (일본어: やさしい雨)
3. 깊은 밤의 유성들 (일본어: 夜深けの流星達)
4. 그대를 꾸미는 꽃을 피울거에요 (Instrumental)

## 차트 성적
- 최고순위 11위 (오리콘)